# 魔王城でおやすみ
『魔王城でおやすみ』（まおうじょうでおやすみ、英語: Sleepy Princess in the Demon Castle）は、熊之股鍵次による日本の漫画。『週刊少年サンデー』（小学館）において、2016年24号から連載中。姫があの手この手でよりよい安眠を求めて奮闘するショートコメディ。2020年10月時点で、累計発行部数は200万部を突破している。

## 作風
本作は、姫があの手この手でよりよい安眠を求めて奮闘するショートコメディであり、ロールプレイングゲームの要素を含んだファンタジーの世界を舞台にしている。また、王道ファンタジーを皮肉るギャグがあるのも特徴である。
デビュー作の時から担当をしている編集者から、「何を描いてもマニアックなものになるから、学園やRPG世界のようなメジャーな舞台にしよう」「魔王城で囚われの姫が安眠を模索する話ってどう？」と言われ、そのまま採用して本作が生まれた。その時熊之股はRPGのゲームをやったことがなかったため、当時最新作であった『ドラゴンクエストモンスターズ2 イルとルカの不思議なふしぎな鍵』を途中まで遊んでネームを作った。また、本作以前に女性キャラクターを描いたことがなかったという。
担当編集者曰く、「魔王城でおやすみ」は、人質の姫が被害者なのに好き勝手やるというギャップが面白かったのがフェーズ1、姫が魔物と仲良くなって一人ずつと関係性を築いたのがフェーズ2、姫がいることで魔物同士の関係のもつれが解消されてより良い魔王城になっていくのがフェーズ3であり、2020年現在はフェーズ3の段階だという。

## あらすじ
かつて、人と魔が存在していた時代。魔王は人間の姫をさらい、この世を支配しようとしていた。人々は怒り、悲しみ、姫を救うため勇者は旅立つ。そんな中、檻の中で姫は思った。
「寝る以外、することがない。」
安眠を求めて囚われの姫は、今日も魔王城で好き勝手するのであった。

## 登場キャラクター
声の項はテレビアニメ版の声優。

### 主人公
スヤリス姫 / オーロラ・栖夜・リース・カイミーン
声 - 水瀬いのり
本作の主人公。人類統一国家カイミーン国の姫。作中ではフルネームで呼ばれることは少なく、魔物からは「姫」、人々からは「スヤリス姫」と呼ばれており、栖夜 （スヤ）以外は全て受け継いだ名前である。瞳の中の☆は王家の証。好物はおうさまチョコマシュマロ、特技はブラッシング、得意料理はじゃがバター、年齢は不明(少なくとも作中世界で飲酒が認められた年齢ではある様子)。12月22日生まれ。
統一国家の姫として国民に慕われるに足るスペックを備え、物静かで口数も少ないが、内面はマイペースかつ毒舌な面もある。不敵に笑う時は何か良からぬ事をする時である。
人質として魔王城に囚われるが、衣食住が満たされた牢獄での生活に暇を持て余し、安眠する方法を日々模索し、囚われの身でありながらも好き勝手に過ごしている。就寝中にさらわれたため、普段着ている服はパジャマである。
他者への関心は希薄であり、許嫁である勇者アカツキや魔物などの名前を覚えようとせず、あだ名や印象で呼んでいる。しかし、ハロウィンで誰が誰だか分からなくなった際には、彼らを判別できるようになろうと努力した。
可憐な容姿に反し、高い戦闘力を持つが、生身の人間ゆえにトラップや状態異常には弱く、頻繁に死んでしまい、その度にあくましゅうどうしに蘇生してもらっている。手先も器用で、前髪留めや毛糸のパンツといった身の回りの物から、大がかりな家具に至るまで自力で作り上げている。利き腕は左のようだが、稀に右手で筆記や芋版掘りといった作業を行う描写が見られる。王族として育ったためか世間一般的な感覚とのズレが見られ、発言や大胆な行動で騒動を大きくしたり、魔物達に窘められる場面もある。
元々着けていた冠はシザーマジシャンにあげており、お礼にもらった巨大バサミを主武装としている。他に、パジャマの白い毛玉に見せかけた手榴弾を所持している。
姫として公務に追われる日々から一転した、魔王城での生活に満足しており、また魔物達も姫に振り回されながらも次第に愛着を感じ始めている。中立地帯で十傑衆たちが人間に侮辱された際には不機嫌になったり、喧嘩していたはりとげマジロとミノタウロスの仲を取り持とうとするなど、無自覚ながらも魔物たちを大事に思い始めている。
舌が若干短いことがコンプレックスで、のろいのしかいしによる治療の際は激しく抵抗した。

### 魔族側
人間と世界の勢力を二分する、魔の者ども。統治体制として頂点に魔王を戴き、その下に各エリアを統括する魔王直属の幹部｢十傑衆｣、更にその配下として様々な種族の魔物が存在する。見かけによらず良い連中で、基本的な価値観も人間とほぼ同じ。姿と中身がかなりのギャップの差が特徴。姫がライコウ（実は女性）に憧れていると知り対抗意識が芽生えるなど姫を慕っている。

#### 魔王
魔王タソガレ
声 - 松岡禎丞
魔王城の主にして姫をさらった張本人。姫からは魔王と呼ばれていたが徐々にタソガレ君と呼ばれる様になる。また、彼女から「ピュア」と評されており、実際に子供っぽい部分も多く心優しい所もあり魔王らしくない魔王。例えば人質強化週間の際には、姫の演技の言葉で精神的に非常に傷ついた（ポセイドン曰く「魔王様が死んだ！ メンタル的に！」）。地の底より現れ、人間と魔の物で二分している権力をまるごと手に入れると宣言しているが、普段一番気にしていることはRPGで言うところの「フラグ管理」「戦闘バランス」「ゲームバランス調整」であり、勇者アカツキが自身の前に容易く辿り着くことがないよう、且つ挫折することがないよう色々と手を加えることをもっぱら趣味としている。ブラックコーヒーは苦手で甘くしないと飲めないらしい。普段は人間の青年のような容姿をしており、寝床やトイレといった生活環境も人間と同じである。第二形態に変身出来るが通常の大きさより二回り大きくなり目つきが怖い為使えずにいる。先代魔王である父・ウシミツを敬愛しており、若干ファザコン気味。戦闘で本気を出す際は姿が変わるらしい。10年前は幼児の姿をしており、内気な性格だった。一度、過去にタイムスリップした姫の些細な行動が元で歴史が変わった時には、非常に厳しく、誰にも頼らないという性格に豹変していた。
魔王足り得る強大な力と責任感を持ちながらもヘタレな面が多々あり、心労が絶えないでいる。姫に対しては自らが囚われの身になった元凶であるため負い目を感じており、何かと気を遣って接するものの、姫には毎回振り回されているが、お互い王族として人間と魔族の将来のことを真面目に語る事もある。人間とは戦いの決着は付けなければならないとは考えているものの、「人間を滅ぼしたい」とは思っておらず、皆が幸せな顔で眠るような統治を目標としている。
幼少時は同じ年ごろの相手の性別を見極めるのが不得手だったらしく、ゼツランを少年だと思っていた他、初恋の相手は幼い頃に偶然出会ったアカツキ（彼は当時から勇者を目指していた事から自身を「ゆうちゃん」と名乗っていた）だった事が後に判明する。6月6日生まれ。
詳しい年齢は不明だが、60代であることがポセイドンの発言から読み取れる。(第157夜より)

#### 十傑衆
前述の魔王直属の10人の幹部。しかし、実際は10人に足りておらず代わりに姫が会議に参加するなど、実質姫が所属していると見なされてもいる。新入り魔物には、姫を十傑衆「はさみ魔物すやすや」だと思っている者もいる。
あくましゅうどうし
声 - 石川界人
悪魔族の魔物で、魔王城内のエリア「悪魔教会」のボス。物腰の柔らかい穏やかな青年だが、魔王タソガレよりもはるかに年長者であり元ヤン、腰が悪くポセイドンからは「ジジイ」呼ばわりされている。故郷ではかなり荒れていたヤンキーで魔王城就職時はヤンキーだった頃の癖が抜けなかった事を物凄く気にしており、自ら黒歴史と称している。実家にはその時の名残りが沢山残っている。魔王城で死者が出た際は大体彼が魔法で蘇生させているが、姫が備品の棺桶を隙あらば強奪していくので困っている。悪魔教会は邪神を祀っており、クリスマスは闇のミサ（という名のクリスマス会）を開催するため忙しくなる。かえんどくりゅうが勇者戦で戦う時には「かえんどくりゅうごと爆破すればいいか」と、エグい爆弾を入れた。基本的にヒーラーだが、攻撃の際はネクロマンシーになる。
姫がやってきてからは死者が激増し蘇生に追われ、疲労困憊の日々を送る羽目になる。当初は姫のことは手のかかる孫娘のように思っていたが、実は姫に恋心を抱いていることを周囲に指摘されるに至り、隠し切れない気持ちが暴走することもしばしば。最近、不運な巡り会わせと自業自得半々が原因で、内外からの信用が絶賛急落中。本名はレオナールで姫にはレオくんと呼ばれる。なお、姫は彼の本名が「レオたード」だと勘違いしている。誕生日は覚えていないので睡魔に適当に決められた11月11日ということになっている。
レッドシベリアン・改
声 - 小林親弘
魔獣族の魔物で、幼少期から魔王に仕える忠犬にして側近。犬頭人身。1月10日生まれ。規律を重んじ、部下である沢山のレッドシベリアン（声 - 石川栄一）を従え、自らが定めた「魔王城法典」を片手に日々城内の風紀を正している。頭が固く、趣味嗜好もあまりないカタブツ。お肉が大好き。豊かな胸毛が特徴。集団を従えての戦闘が多いが、単体での戦闘はサバット、爪、牙を駆使する。
姫が騒動を起こす度に「囚われの姫」らしくあるよう説教を試みるが、自分の胸毛を布団代わりにしてくる上、説教すら子守歌代わりにしてしまい全く効果がなく、いたちごっこを繰り返している。逆に言うと姫相手にいたちごっこが出来る程度には強キャラで、姫を止めたりやり込めたりする機会も（大抵周囲に何らかの被害が出た後ではあるが）それなりにはある。姫への対策として胸毛を刈ることを考えるが、魔王タソガレがレッドシベリアン・改の胸毛を気に入っているため、刈ることができずにいる。一方、人質強化週間で姫が人質としての演技を身につけて「乱暴しないで〜！」という演技に驚いて戸惑う様子も見られた。10年前は普通の犬の姿をしており、改変された歴史では、前線や職場に彼が立つことを嫌がったタソガレによって魔力を没収されており、普通の犬に戻っている。
ネオ＝アルラウネ
声 - 大原さやか
植物族の女性型魔物で、植物エリア「秘密の花園(イビルフラワーガーデン)」のボス。4月4日生まれ。状態異常攻めとチャームがヤバイ。基本的に性善説推しであり、レッドシベリアン・改が主である魔王タソガレのために規律を守るのに対し、彼女が守るのはあくまで自分の正義の規律である。兄がいるが、ポンコツな切り株の魔物のためエリアでの立場を守ってあげている。基本的には人情味のある性格で、内心では少々腹黒い感情を抱いている。
頭頂部や髪の先から、名称不明の花が咲いている。姫からは「セクシー」と呼ばれ、その凹凸豊かなスタイルに羨望のまなざしを向けられている。本人もまんざらでもない。過去のバイト経歴で初期の毒リンゴマンズショーの美人女幹部ポイズンシードルマスクと言う伝説的悪役をしたと言う経歴が348夜で明かされた。
サンドドラゴン
ドラゴン族の魔物。十傑衆の一番槍を務めたが、勇者に倒される。その後、しばらく砂漠の砦付近に引きこもっていたが、後に魔王城に帰還してきた。元は名前の通り、砂で出来た龍のような姿だったが、現在は省エネモードで（伊達）眼鏡をかけた人間の青年のような姿をとっている。一見すると穏やかで物腰も丁寧だが、実際は短気な性格で、怒ると身体から砂を出す性質を持つ（ただし、17巻第215夜の描写から、厳密には感情が高ぶると砂が出る模様）。口調は常に敬語で、それは激高しても変わらない。幼馴染でもあるゼツランからは「サンドラ」と呼ばれ、ひそかに彼女に思いを寄せている。姫からは「砂風呂くん」と呼ばれている。3月10日生まれ。
かえんどくりゅう
声 - 黒田崇矢
ドラゴン族と悪魔族のハーフだがあまりドラゴンには見えない魔物で、炎エリア「古の大火山（クアリエ・アジ＝ダハーカ）」のボス。12月1日生まれ。執念深い性格で、非常に運が悪い。口内の強力な毒腺による事故を防ぐため、顔の大半をシールドで覆っている。姫からは火ダルマ君と呼ばれている。本名は「アジ＝ダハーカ」だが、「魚っぽい」との理由で現在の名を名乗っている。
サンドドラゴンに続き勇者に敗北したが、その敗因は姫をはじめ、他の十傑衆の不注意も絡んで引き起こされた対勇者用支援アイテムのすり替えであり、特に勇者が姫の婚約者であることを知り動揺したあくましゅうどうしが、かえんどくりゅうもろともの爆殺を目論み強力な爆弾を入れていたことが決定打となった。ゼツランやサンドドラゴンとは昔馴染みであり、彼らよりも年長者。姫からは「火だるま君」と呼ばれている。
ハデス
声 - 谷山紀章
神族の魔物で、十傑衆屈指の実力を誇るが、タソガレの魔王就任を認めず現魔王城から離脱し、旧魔王城に拠点を置き主を名乗っている。巨大な鎌を武器としている。
俺様主義の傲岸不遜な態度でタソガレを「若造」扱いし、激しく対立しているように見えるが、ほんの少し年上なだけで内心では憎からず思っている節を垣間見せており、愛犬家同士で意外に話が合っている様を姫に目撃されている。
他人には比較的まともな忠言ができるのに自身の事になると恐ろしいほど視野が狭く、他人との会話中に服をひっぺがされても気づかないほど。姫を現魔王城から攫い出し、人質すら御せていないとタソガレを挑発するが、自分も好き放題された挙句、新旧魔王城を自由に行き来されてしまっている。また、弟であるポセイドンやゼウスの事は非常に大事に思っているが、愛情表現が壊滅的に下手（姫にすら呆れられるほど）で、上手く伝えられていない。264夜では、はりとげマジロの専属トレーナーとして日夜死ぬ気で痩せろと励んでいる。2月18日生まれ（最新の転生日）。
ポセイドン
声 - 大塚剛央
神族の魔物で、深海エリア「忘れられた深海（ディープキングダム）」のボス。ハデスの弟であり、また海の神でもあり、相当に地位が高いハズだが、色々あって魔王の傘下となっている。幼い少年のような容姿で精神年齢も相応に幼い。自身にハデスに似ているところがあることに嫌悪感（本気の嫌がりではない）を抱いている。その名の通り水属性であり、配管工事といった水のエキスパートとして修復部隊に加わることもある。また、空間転移魔法の使い手でもある。
ハデスがタソガレに対して兄のように接する（そしてタソガレもそれを受け入れている）事に嫉妬しているものの、タソガレの事も嫌いではないため、複雑な感情を抱いている。また、数百年ぶりに弟のゼウスと再会した際は、どう接すればいいか思い悩むなど、兄弟についての悩みも多い。
そこにいるだけで湿度を増幅させることから、姫と低レベルの罵り合いの末に喧嘩になるが、あくましゅうどうしの身を呈した仲裁を経て、一方的に友達となったものと思っている。かわいいものが好きで、姫の牢からでびあくまやナスあざらしを強奪していくこともある。姫からは「裸族」呼ばわりされている。海の日になると人間達からの信仰心が集まるため大人の姿になることが出来るが、性格自体は大して変化しない。7月20日生まれ（最新の転生日）。
m.o.t.h.e.r
からくり族の魔物で、からくりエリアのボスである男。秘密主義で心配性。からくりエリアである「完璧な楽園（アルファパラノイア）」に引きこもっていた。多くのからくり族を生み出したため、一応貢献はしているのが厄介。キマイラとして生まれたがその身体に不便さを覚え、何度か自身を改造して今の姿になった（元魔獣族）。城で見た攻撃性の高い生物（姫）を見て、兵器である姫ロボMarkIII（マークスリー）を作り上げる。その後、姫のプライバシーがオープンになりすぎていることを心配したびたび忠告する。あくましゅうどうしとは同期であるが、彼の方が年下で先輩の睡魔に共にお世話になっていた。4月4日生まれ。姫から「からくりくん」と呼ばれている。
魔女シルモス
魔蟲族の魔法使いで蚕をモチーフとした姿をしている。魔蟲族生息地帯「絹の森」のボス。昔人間の王族に接触し確執が生まれ、以来人族と人間の王族が特に嫌いと噂されている。姫が来る前に魔王とは方針が合わず退職した扱いとなっていたが、姫の祖母アムリスとの再会後に復帰する。幼い見た目に反して十傑集の中でもそれなりに年長者であるかのような描写がある。
魔術師ザスタル
十傑衆最後のメンバーで精神操作を得意とする大魔術師。忘却されていたので担当エリアはない。シルモスが魔法使いに対し彼は魔術師である。この世界において絶対数が魔法使いより遥かに多い魔術師の中でも屈指の実力を誇るが、間抜けな性格が災いし自分の存在自体を消してしまったので、十傑衆着任時から存在自体を全ての人間から忘れられていた。現在は気づいてもらえたため、十傑衆として認知されている。

#### 配下
魔王城に勤務する魔物たち。本名が設定されている者もいるが、基本的に種族名で呼ばれている。
でびあくま
声 - 水瀬いのり、早見沙織
悪魔族の下級魔物。ペットとしても愛されるフワフワくまさん。誕生日はまいにち♡ （たくさんいるので）。誘惑に弱く流されやすい。魔王城に沢山生息しており、ブラッシングするといい綿が採れる。
姫にブラッシングされてその虜になり、交換条件として牢の鍵を差し出して以来、「脱獄した姫が鍵を取り上げられる→ブラッシングのために鍵を持ってくる→姫が脱獄→……」という無限ループが出来上がっている。姫にペットとして飼いならされるようになるが、ペット扱いは「愛玩動物となれ合う姿は実に囚われの姫らしい」との理由でレッドシベリアン・改からも公認されている。
戦闘になると、大抵逃げるか仲間を大量に呼ぶ。たまに姫を仲間として呼ぶ。
196夜でハデスによって教育された時には目付きも怖くなり頭には弱肉強食と書かれたハチマキが付いていたが、姫の再教育ですぐに元に戻った。
112夜でさつりくカブトを食べていた事があくましゅうどうしと意志を入れ替えした時に姫の話で判明したが直ぐにお腹を壊したらしい。
姫と一番仲の良いでびあくまは、勇者アカツキに保護され彼の優しさで懐いた特徴でマントをつけてアカツキのマネをしている。理由は自身に優しくしてくれたかららしい。結果的に勉強も仕事も努力したりカイミーン国の国歌を歌っていたりしている。
熊之股が持っている大好きなくまのぬいぐるみがモデルとなっている。
おばけふろしき
声 - 相馬康一
九十九（つくも）族の魔物。あまりに素晴らしい生地なせいで、勿体ぶって使われず仕舞われていた布のおばけ。美しく霊気に満ち、肌触りもさらさらで、おまけに相応に丈夫なために姫に目をつけられ、「寝具の材料として狩られる→報復に現れる→返り討ちに遭い狩られる→……」のループを繰り返している。あくましゅうどうしによって蘇生のため定期的に回収されている。戦闘スタイルは締め付け。親玉であるかいぶつふろしき（声 - 喜多田悠）と共に襲い掛かることもあるが、返り討ちに遭っている。
はりとげマジロ
声 - 小山力也
魔獣族の魔物。肉弾戦が得意で、防御力が自慢。魔王とあくましゅうどうし以外では、姫の舌のコンプレックスを知る唯一の魔物。背中のトゲを抜くと、何故か付け根の方がとがっているという優しい仕様。身長は2メートルぐらいでお腹が柔らかい。姫にとって彼は、ともだちと書いて寝具と読むらしい。196夜でハデスに肉体改造されてムキムキの痩せ型になった時にはさすがの姫も驚き、直ぐに大量の怪鳥茶碗蒸しを食べさせて元の体型に戻させた。しかし本来彼らは脂肪を蓄える種族である為問題なかったが事が236夜で判明する。それと同時にそれ以上の脂肪が着くとお腹が硬くなるらしく、その為（彼の柔らかい腹を失う事を嫌がった）姫は今までに無い（ハデスの時とは比べ物にならないほどの）ハードなトレーニングを彼に課し、結果として、彼はハデスに感謝することとなった。
ヤレヤレと言いながら周囲のボケに突っ込んであげるせいか、友達が多い。頼まれると断れないタイプ。姫の巻き起こす騒動に巻き込まれたり、成り行きで面倒を見ることが多く、姫からは「とげちゃん」との愛称を付けられている。本名は「トゲユキ」で、名字は「針峠」（それぞれ公式ファンブック、16巻のQ&Aより）。
連載前に提出したキャラクターデザインの段階からいたキャラクターの一人である。
ミノタウロス
声 - 山根雅史
魔獣族の魔物で、はりとげマジロとよくつるんでいる仲間の1人。7月27日生まれ。角が片方折れているのが特徴。鍛えぬかれた肉質はA5ランク。常識ある魔王城の一般人で、よく姫の暴挙に巻き込まれ、たまに素材にされかけたりする。可愛いものに目がなく、アイテムで幼児化した姫を見た際にはメロメロになった。
人質強化週間の回で、姫に人質としての自覚を促す為、人間の山賊を牢に入れて姫に見せ「一般的な人質とはどういうものか」を学ばせた際には人質のご飯配給係だったが、山賊の言葉を真似た姫の発言にかなりショックを受けていた。姫も「しまった」という顔になり別の山賊の言葉を真似たら、あっさり機嫌を直した。本名は「エーゴ」。
やしき手下ゴブリン
声 - 高橋伸也
精霊族の魔物で、はりとげマジロとよくつるんでいる仲間の1人。一緒によく姫の暴挙に巻き込まれる。自分を一般人だと思っており、普段は問題行動もなく常識的であるが、全裸になるとテンションが上がる悪癖があり、正気を保とうと四苦八苦する姿が周りからは異様だと思われている。本名は「グロッシュラー」。
フランケンゾンビ
声 - 相馬康一
アンデット族の魔物で、はりとげマジロとよくつるんでいる仲間の1人。ただのゾンビから改造された魔物で、享楽主義の大雑把な性格であり、騒動に巻き込まれてもひとり大笑いしていたり、場の空気を読まない発言をして周囲から殴られることもある。城外でのアイテム採集といったクエストが好きで毎日でも行きたいらしい。本名は「アイザック」。10月11日生まれ。
ふたくびドラゴン
声 - 小林康介
名の通り頭部が二つあるドラゴン族の魔物。おバカで魔物達のトラブルメーカー的な存在。頭にはそれぞれに脳があり会話も可能なため、延々と中身の無い話を続ける様は非常にやかましい。バカさからくる仕事の適当さが姫の巻き起こす騒動の発端となっていることもあるほか、姫の前でことあるごとにデリカシーのない発言や行動をとっては殺されているが、全く懲りていない。
うろこトナカイ
声 - 中山祥徳
魔獣族に見えるが、竜人族の魔物。トナカイのような外見だが、寒さにはあまり強くない。姫が初めて魔物（おばけふろしき）を殺害した現場を目撃した唯一の魔物であり、トラウマになりかけしばらく不眠に悩まされていた。姫の凶行にも大分慣れてきてはいるものの、頻繁に騒動に遭遇しては振り回されている。戦闘ではヒーラーを担っており、姫の虫歯治療の際には応援に駆り出されている。姫からトナカイくんと呼ばれる。
アリクイ医師
幽霊族の魔物。アリクイを模したマスクと長い布をまとっているが、本体は耳の部分だけが判別できるのみで全貌は謎に包まれている。普段は穏やかで気弱にすら見えるが、戦闘になると「手術」と称してメスで切り裂き、「縫合」と称して針攻撃を繰り出してくる。よくモブとして登場し姫に振り回されているが、最近はそんな姫をナデナデしたいと思っている。
きゅうけつき
アンデッド族の魔物で、同族の中でも最も若く、悪魔教会で雑用をこなす少年。下っ端生活を気に入っており、あくましゅうどうしのおつかいを楽しくこなしているが、よくモブとして騒動に巻き込まれる。輸血パックの独特の味を好みいつも携帯しているが、そのおかげで姫の凶刃を回避したことがある。
毒リンゴマンズ
悪の平和を守る、りんご（レッド）・青りんご（グリーン）・梨（イエロー）の三人組からなるラブリーでフルーティーな敵役。自称「魔王城で一番ジューシー」。「梨（イエロー）ってりんごじゃなくね？」とちょくちょくツッコまれるが華麗にスルーする。よくモブとして騒動に巻き込まれ、割られたり食べられたりとかなり悲惨な目に合うことが多い。魔族の子供たちからは人気があり、幼稚園児達の魔王城見学のプログラムには彼らのサイン会が組み込まれている。
タイヤ魔神
九十九族の魔物。タイヤにガス状の魔物が融合したことにより人型を成した。姫にタイヤ部分を剥ぎ取られ、その後ガス状の魔物だけが蘇生された結果、どこかで見たことがあるような身軽な姿になった。姫に奪われたタイヤ部分は耐電用・耐寒用の防具として便利に使われている。
マンゴラシア
植物族の魔物。50年に一度花開き、嗅いだ者を眠りに誘ういい香りを発するが、普段は香りを出さないため、香りを出させるには死ぬほど怖がらせることが必要となる。蕾状態でも意識はありテレパシーで会話できるため、移動しない魔物であるキバボックス、アイアンプレートらの仲が良い魔物と雑談や卓上遊戯に花を咲かせている。魔王城地下から姫の牢まで連れ出されるが、各所に残る殺戮の爪跡を目にして恐怖に陥り、以来花が開く周期が狂ってしまっている。
ロケットタートル
からくり族の魔物で、体が頭部と手足はロケット、しっぽが導火線となっており、体内には好物の火薬を大量に蓄えている。栄養として植物を摂取しているため火薬は嗜好品にあたるが、美味いからと大量に食べるために爆発した際の被害を拡大させている。ふたくびドラゴンにはしばしば爆発させられるものの、同レベルでおバカな上に過去を振り返らない性格のため関係は良好。甲羅をバスタブとして使うことを思いついた姫によってふたくびドラゴンの吐いた火をしっぽに移されて爆発させられたこともある。なお、爆発でバラバラになっても生き続けることは可能。
酔いどれ老師
九十九族の魔物で、瓢箪型の体内に大量の酒を蓄えている。しょっちゅう頭頂部の栓を外して自分で呑んでいるため常にほろ酔い状態であり、物知りなのだが思い出すのに時間がかかるのがその名の由来となった。姫に頭部を割られ、体内の酒を根こそぎ強奪されてからは、姫を前にすると危機感のあまり酔いが醒めるようになっている。
ビービーワーカー
魔蟲族の魔物。「コロスコロスコロス……」との鳴き声を発するハチ型の魔物であり、彼らの集める蜜は様々な用途で重宝されているため、変な場所に巣をつくっても黙認されている。姫はハチを苦手としており、美肌パック目的でハチミツの強奪を画策した際にはアラージフの魔術によって世界中の同種族ごと異次元へ消し飛ばされ、復活した後も改めて駆逐される憂き目に遭っている。
ネコスタンプ
声 - 新井里美
猫型をした魔獣族の魔物。よく寝てよく笑うお人良しでな性格で、人語を操り、手足にはめた肉球型のスタンプによってどんな角度の壁も歩くことが出来る。スタンプは取り外し可能で、本体と魔力でつながっている。あくましゅうどうしの蘇生ミスで姫と合体した際は、姫の意識が表に出ていたため暴れまわり「ネコスタンプ亜種」と名付けられている。
おやじトンカチ
九十九族の魔物。魔王城の武具・アイテム作成を担っており、その腕は確かなもの。それなりに長生きしている存在だが、魔物で言えばせいぜい中年の坂を上り始めたぐらいである。自分の信じた道を突き進む性格が幸いし素晴らしい技術を身に着けたが、頑固者で思い込みが激しく、人質である姫のことをイメージだけで哀れんでおり、姫が目の前にいても姫だと認識せず「ハサミ魔物」と称している。
「ハサミ魔物」の言葉に感化され、「まだ見ぬ姫」のために、と家具作りの技術を磨き始めている。
魔王城修復部隊 (アンテナおかいこ＆がいこつ兵)
巨大な魔王城のあらゆる損傷を改修して回る特殊部隊。アンテナおかいことがいこつ兵（声 - 中山祥徳（ガイコツ兵、上級ガイコツ兵））の隊をメインに、工種によって複数の隊が存在するほか、上層部であっても得意分野の工事には参加することもある。
アンテナおかいこは魔蟲族の魔物で、部隊の「仕事をするマスコット」。工事の仮留めなどに糸が大活躍しているが、引きこもり気質で生活力が皆無であり、もっぱらがいこつ兵のあばらに繭を作り住処にして共に行動している。
がいこつ兵はアンデット族の魔物で、作業の主軸を担っている。姫が来てからは城内各所の破損・破壊が後を絶たなくなった結果、かなりの高給取りとなっている。
ギアボルト博士
声 - 大塚芳忠
魔獣族の魔物だが、体の一部を改造しているためからくり族ともいえる。魔王城における発明やギミックのプロ。フードの下はワニのような素顔をしている
本人が戦うことはないが、魔王城のみならず各地のダンジョンに至るまであらゆるギミックには彼が携わっているため、ある意味勇者と一番戦っている存在。例に漏れず姫による被害を受けており、渾身の自信作である巨大ロボ「シン・ギアボルター」を筆頭にいろいろ破壊されている。
ナスあざらし
あざらしの姿形をした魔海獣族の魔物。頭にナスのへたに似たものが生えているためこの名が付いたが、ゴマが好物なことから姫にどこかで聞いたようなあだ名を付けられそうになった。穏やかな気性とうるうるの目、ひんやりもちもちした抱き心地と、でびあくま同様にマスコットとしても愛されている。魔王城の氷エリアからペットとして連れ出されて以来、普段はでびあくま達と遊んで過ごしている。攻撃手段は口から出る氷の風だが、失火の際には消火に用いられている。
姫のペットとなった個体は餌付けと経験値を積んだ結果、ビッグナスあざらしへと進化し、圧倒的な巨体とパワーを獲得したため、次期エリアボス候補として名が挙がっている。
熊之股の弟が小さい頃から大事にしているぬいぐるみがモデルとなっており、弟に「どうしてもあざらしを出してほしい」と頼まれたため登場させたという。
あくむーwithバクムー
魔獣族の魔物であるが、夢の世界と現実世界を行き来できる特殊な魔物。あくむーは全身が黒いでびあくま、バクムーは巨大な獏のような姿をしている。
「魔王城の誰かが夢を見る→その夢があくむーに宿る→悪夢の場合、あくむーは状態異常を引き起こす「あくむのきり」を発する状態になる→あくむーをバクムーが取り込み、「あくむのきり」を栄養として摂取し、あくむーを浄化する→あくむーは夢の世界へ戻る→…」という関係になっている。
姫の数々の凶行が原因で悪夢を見る者が激増し、魔物達は寝不足状態、バクムーのお腹は限界寸前という事態となっていたが、姫がブラッシングによってあくむーを浄化したおかげで事態は一応沈静化するものの、今度はあくむーの願望や行動が魔物達の夢に出てくるようになってしまっている。
ハーピィ
声 - 大橋彩香
飛行能力を持つ鳥獣族の魔物で、ゆるふわ系女子。姫からは「鳥ガール」と呼ばれている。10月25日生まれ。
人間の女の子に憧れており、姫と友達になろうとするが、姫からはもっぱら体（というより羽毛布団代わりになる羽根）だけを求められている。それでも思い込みの激しい性格と時折かけられる言葉を都合よく解釈するため、友達としてもっと仲良くなろうと接し続けている。一方、姫の方も第220夜でハーピィが城外へ転勤してしまう可能性を考えた際には寂しそうな表情を見せていた。最近は姫への想いが募り過ぎて若干ストーカー気味になっている。改変された歴史では、魔王城には就職せず、保育園で保育士として勤務していた。
17巻第220夜で、実は偵察役として非常に高い能力（何をやっても全く音を立てない、千五百匹を越えるコウモリの正確な数を一瞬で数え、違いを判別するなど）を持っていることが判明した。
のろいのおんがくか
声 - 八代拓（のろいのしかいし）
鳥獣族の魔物で、ハーピィの弟。魔王軍の軍歌を作詞作曲した音楽家であるが、音楽以外にもマルチな才能を備えており、魔王城内での知名度は高い。姫の虫歯治療の際には「のろいのしかいし」として登場している。姫からは「鳥ボーイ」、姉からは「のろくん」と呼ばれる。姉と比べて鳥より人の割合が多く、飛行能力は無い。
姫からの要求により子守唄を作曲させられるが、その際に姫のエキセントリックな人柄を思い知り、姉から聞き及んでいた姫の人物像とのあまりのギャップに、姉がドＭなのではないかと疑っている。姫と一緒に過去へタイムスリップする騒動に巻き込まれたり、危険な状況に自分一人だけが気づく（そして最終的に何も起きずに終わる）など、苦労性。
改変された歴史では、魔王城を去ったあくましゅうどうしに替わって十傑衆のメンバーになっていた。本名は「呪鶏 トリース」。学生時代は、副会長をしていた。
ケル・ベロ・スゥ
声 - 石上静香（ケル）、戸松ゆきな（ベロ）、小坂井祐莉絵（スゥ）
魔獣族の魔物で、ハデスに仕えている三匹の子犬兄弟。幼児の頃にハデスに拾われて以来そのまま育てられたため、ハデスが大好き。ハデスの教えから敵には強気で接するが、地の性格はケルが強気、ベロが泣き虫、スゥが笑い上戸である。見た目はケルが三白眼、ベロが糸目、スゥが前髪で目が隠れているのが特徴。スゥの服の袖の長さが二匹より手が隠れるほど長い。散歩が大好きであり、ハデスは毎日3時間もの時間を散歩に割いている。同じ犬型の魔獣族でも大型のレッドシベリアン・改を天敵として恐れている。旧魔王城に人質としてやってきた姫にも高圧的に接しようとするが、好き放題暴れられて以来恐れている。
睡魔
声 - 三木眞一郎
精霊族の魔物。前魔王の代から旧魔王城にいるが、1日の内20時間は眠っており、長時間の睡眠が取れないと死んでしまうため睡眠の研究に余念がない。ハデスのように反抗して旧魔王城にいるわけではなく、静かで眠りやすい、との理由からそのまま住んでいる。体面上ハデスの命令を受ける立場ではあるものの、眠りとどちらが大事かを天秤にかけた結果、大抵無視してしまっている。
旧魔王城へやってきた姫に叩き起こされ、睡眠に関する知識を伝授させられるが、その名を地で行く生き様を目の当たりにした姫から師匠として敬われると同時に、姫の眠りにかける情熱とテクニックに感嘆し、弟子と認めて見守るようになる。
旧魔王城に入りたての頃のあくましゅうどうしを結果的に更生させた人物。1月1日生まれ（覚えていないため適当に決めた）。
シザーマジシャン
声 - 諏訪部順一
ハサミを司るからくり族の魔物。オネエ口調と顔の左半分を覆う仮面、無数のハサミで構成された右腕が特徴。ボディはかつてm.o.t.h.e.rが使っていた物を流用しているため、素顔は彼とうり二つ。姫からの呼び名はその口癖から「あんら〜さん」。
ハサミを大量に付けた腕部の留め具が壊れて困っていたところ、姫から冠を提供され、そのお礼に大小多量のハサミをあげている。それ以来、姫とは比較的気楽な仲を築いており、また姫から危害を受けておらず、魔物達の中でも非常に珍しい立ち位置にある。魔王城では美容師もしている。
キャラクター紹介ページでは情報の殆どにノイズがかけられており（情報自体は12巻のおまけでノイズがはがれたものがみられるようになっている）、十傑衆会議にも参加していたが、実際は彼の制作者であり、引きこもりのm.o.t.h.e.rの代理として出ていた。12月10生まれ。
さっきゅん
声 - 小澤亜李
淫魔の少女。12月23日生まれ。驚いた時など「うがっ」という鳴き声をあげることがある。生きる糧となる人間の生気を得ることができず「落ちこぼれ」を自覚していたが、スヤリス姫と外見がそっくりな事に気が付いて「モテるテク」を学ぶために接触した。
性格は明るく作品内では常識的な方である。しかし頭脳はキャラ紹介ではっきり「おばか」「ヤバイやつ」と書かれるレベルであり、姫とのすれ違いを経て最終的に「影武者」として気に入られた。のちに「影武者ではなく友達になりたい」と姫に願ったが、姫が（王族のため）一般的な友人象を全く理解しておらず、さんざん酷い目に遭ったため、「報酬が無いとやってられない」と元の立ち位置に戻った。
髪色は頭頂部は小豆色だが、毛先に近づくにつれスヤリスと同じ白色になっている。好物はふがしのはじっこ。姫からは「サキュン」とカタカナで呼ばれている。
ゼウス
第15巻で初登場した、ハデスとポセイドンの弟。人間からの信仰が薄くなり、弱体化したため自分を守るため魔王城入りした。その為、特に人間に対して敵意は抱いていない。作中の世界でも「全知全能の神」と崇められていたが、本人はそれに窮屈さを感じており、実際は天然気味の、穏やかでのんびりした性格。天候を自在に操る能力を持ち、初めて魔王城へやって来た際には（「暗くて地図が良く見えなかったから」という理由で）決して朝が来ない魔界を朝にした。ハデスやポセイドンとは数百年会っておらず、また、魔王軍の面々も、相手が全知全能の神という事で、彼とどう接したものかと頭を悩ませることになるが、姫の行動でかなり馴染むことが出来た。本来の一人称は「オレ」だが、他者と会話する際には「僕」を用いる。当初、ポセイドンの事は「さん」付けで呼んでいたが、距離が縮まってからは「ポセ兄さん」と呼んでいる。
ゼツラン
ドラゴン族の長の娘。大半のドラゴン族は彼女にひれ伏し従う。一人称は「わし」で、「〜じゃ」などといった古風な口調を用いる。
島内では有名人過ぎて出歩けないので普段は布を頭に巻いて街に出るか、空を飛んで移動している。
かえんどくりゅうとサンドドラゴンとは長い仲。
武術家として非常に強く、かつて人間に捕らわれた際も自力で脱出した。タソガレに想いを寄せており、人間にさらわれた際に、タソガレがその事を知っていたにも拘わらず、自分そっちのけでスヤリス姫をさらったあげく甘やかしている事を知り、嫉妬からサンドドラゴンとかえんどくりゅうに命じて彼を拉致させる。しかしその後（タソガレが彼女の事を男だと勘違いしていた事も含め）誤解が解け、姫とも対等の友人関係を築いた。現在は魔王城内のサンドドラゴンの部屋に不法滞在している。
いっきゅん
淫魔の青年で、さっきゅんの兄。スヤリス姫の父であるカイミーン国王と外見がそっくり。多少テキトウな方が人間が寄ってくることを理解していて、淫魔としてはとても優秀（実際は多少どころかかなりのものぐさな性格）。

### 人間側
オーロラ・音無・リース・カイミーン
声 - 早見沙織
人類統一国家カイミーンの女王にして、スヤリス姫の母。主に姫の回想にて後姿で登場する。姫は国王である父よりも母を慕っていたようで、「比較的常識的で少しおっとりしていて娘である私のことが大好き」と評している。しかし実際には少しおっとりどころではなく、この母にしてこの娘ありというほどぽわぽわしている（仕事はしているらしい）。
オーロラ・胡裳・リース・カイミーン
アムリス
勇者アカツキ
声 - 下野紘、小市眞琴（幼少）
さらわれた姫を救うため立ち上がった人間の勇者。数々の武勲を持ち、カイミーン国からの信頼も厚く、姫の婚約者でもあるはずなのに、姫からは何回名乗っても名前を覚えてもらえないほど嫌われている。くしゃみの音は姫と一緒。
作中での出番は少ないため当初は印象が薄かったが、姫の回想等から、その一種異様なまでのポジティブさとアホの子レベルの鈍感さであることが判明しており、十傑衆も彼のことを「頭がおかしいヤバイ奴」「怖い」と言う者も多い。姫に対してテンパる事は本人も自覚があるために気にしている模様。姫の舌の短さのコンプレックスを作った張本人。姫曰く「悪い意味で太陽の様な存在」らしい。しかしながら、でびあくまが迷った時は保護したりする優しさも兼ね備えおり、保護された個体も次第にアカツキに懐いていった。
かなりの努力家で、王立学院を主席で卒業していたり、冒険の間に勉強をしているなど勤勉な所を垣間見せている。前述のでびあくまも魔王城に帰って来た後、彼の様に勉強を頑張っているなど影響を受けている。勇者と呼ばれるに相応しい実力は備えており、彼に倒された魔物は復活は出来ても魔力の大半を封印されてしまう。
幼い頃に「マオちゃん」と名乗ったタソガレと出会っており、別れ際にタソガレによってその記憶を消されたものの、おぼろげながら覚えており、旅の目的の一つには「マオちゃん」（アカツキもまたタソガレと同じく、彼を女性と勘違いしていた）と再会する事も含まれていた事が後に判明する。
名前の由来はことわざの「春眠暁を覚えず」。
魔道剣士キショウ
アカツキと旅をしている仲間。和鎧を身に着けた侍のような出で立ちが特徴。キレよくツッコミすることもある。
姫からの「安らぎのオーラ」を受け取ることで魔王城と空間をつなげる術を行使するが、結果的に姫に悪夢（＝幼少期のアカツキとの思い出）を見せる原因となっている。
ライコウ
マジックフェンシングのアスリートで姫の憧れの人。冬季のゴリンピックのテレビに夢中になっていた姫を見て魔王含む魔物達がライコウに嫉妬心が芽生えるがライコウ自身を女性とは知らない模様。見た目は男装麗人。後に勇者パーティーに途中参加する事になる。
クコロロ・トラワーレ
人間の女戦士。自称「誇り高き女騎士」だが、行動も外見もシーフ・盗賊に近い。姫の居た王都から遠く離れた田舎出身。使用言語が違い、姫と意思疎通が出来ない上、普段見ていたニュースでも同時通訳の声しか知らなかった。負けず嫌いで少し抜けている。戦闘スタイルはシャベル。
ビアンコ&フローレンス
声 - 杉田智和（ビアンコ）、悠木碧（フローレンス）
人間の通販番組「ヒューマンズ☆ショッピング」の司会2人組。芸歴は長いがこの番組で初の共演で、息のあったトークが大好評。以前はもう一人テポラという人物も出演していたが、寿引退している。

### その他
アラージフ
声 - 佐倉綾音
人間によって記された闇の叡知の結晶、魔導書アラージフの精霊。強大な魔術を多く収録しているため、それを恐れた魔族の手によって「禁断の魔導書」として封印されていた。長寿だが、圧倒的に眠っていた時間の方が長いので精神年齢が幼い。人間の王族を「仕えるべき存在」としているため、基本的に魔族には辛辣。
姫によって封印が解かれた後、姫に従うようになっているが、魔力や魔術を与えるだけで直接行使は出来ないため、姫が希望するしょうもないことに強大な力を使わされている。ある出来事で自身に好意的に接してくるさっきゅんに対しては好感を持っており、度々陰ながら彼女に助力している。
古見さん
週刊少年サンデー S増刊2017年3月号及び第4巻おまけにて登場。同じくサンデーで連載されている『古見さんは、コミュ症です。』の主人公。異次元ワープ装置によって姫は彼女の部屋に到達。古見さんに膝枕してもらうが、ワープ装置は1時間もすれば入らなくなることを思い出し、すぐさま帰っていった。なお、同作品の第5巻おまけにもスヤリス姫が登場した。

## 書誌情報
- 熊之股鍵次『魔王城でおやすみ』小学館〈少年サンデーコミックス〉、既刊30巻（2025年8月18日現在）
  1. 2016年9月16日発売[15]、ISBN 978-4-09-127342-0
  2. 2017年1月18日発売[16]、ISBN 978-4-09-127488-5
  3. 2017年4月18日発売[17]、ISBN 978-4-09-127560-8
  4. 2017年7月18日発売[18]、ISBN 978-4-09-127669-8
  5. 2017年10月18日発売[19]、ISBN 978-4-09-127860-9
  6. 2018年1月18日発売[20]、ISBN 978-4-09-128073-2
  7. 2018年4月12日発売[21]、ISBN 978-4-09-128227-9
  8. 2018年8月17日発売[22]、ISBN 978-4-09-128381-8
  9. 2018年11月16日発売[23]、ISBN 978-4-09-128577-5
  10. 2019年2月18日発売[24]、ISBN 978-4-09-128801-1
  11. 2019年5月17日発売[25]、ISBN 978-4-09-129157-8
  12. 2019年9月18日発売[26]、ISBN 978-4-09-129332-9
  13. 2020年1月17日発売[27]、ISBN 978-4-09-129546-0
  14. 2020年4月16日発売[28]、ISBN 978-4-09-129563-7
  15. 2020年7月17日発売[29]、ISBN 978-4-09-850162-5
  16. 2020年10月16日発売[30]、ISBN 978-4-09-850270-7
  17. 2020年12月18日発売[31]、ISBN 978-4-09-850366-7
  18. 2021年5月18日発売[32]、ISBN 978-4-09-850525-8
  19. 2021年8月18日発売[33]、ISBN 978-4-09-850640-8
  20. 2021年11月18日発売[34]、ISBN 978-4-09-850729-0
  21. 2022年3月17日発売[35]、ISBN 978-4-09-850869-3
  22. 2022年6月17日発売[36]、ISBN 978-4-09-851146-4
  23. 2022年10月18日発売[37]、ISBN 978-4-09-851346-8
  24. 2023年3月16日発売[38]、ISBN 978-4-09-851772-5
  25. 2023年7月18日発売[39]、ISBN 978-4-09-852613-0
  26. 2023年11月17日発売[40]、ISBN 978-4-09-853013-7
  27. 2024年3月18日発売[41]、ISBN 978-4-09-853177-6
  28. 2024年9月18日発売[42]、ISBN 978-4-09-853573-6
  29. 2025年2月18日発売[43]、ISBN 978-4-09-854008-2
  30. 2025年8月18日発売[44]、ISBN 978-4-09-854215-4
- 熊之股鍵次『魔王城でおやすみ 公式ファンブック』小学館〈少年サンデーコミックススペシャル〉、2020年10月16日発売[45]、ISBN 978-4-09-850311-7

## テレビアニメ
2020年10月から12月までテレビ東京ほかにて放送された。ナレーションは早見沙織。
AT-Xでは各話放送後に、魔王タソガレ役の松岡禎丞と勇者アカツキ役の下野紘によるミニ番組『極めよ！安眠への道！』が放送された。
アニメの収録は新型コロナウイルスの影響もあって第1話や後半はプレスコで録った話数もあった。
レギュラー放送終了後、「魔王城でおやすみ〜スヤリスせれくしょん〜」として、一夜限りの特別アンコール放送が、テレビ東京、AT-X及びBSテレ東でそれぞれ放送された（内容は、『第4夜 姫と破壊と小さな冒険』を放送）。

### スタッフ
- 原作 - 熊之股鍵次[4]
- 監督・音響監督 - 山﨑みつえ[4]
- 副監督 - 野呂純恵[50]
- シリーズ構成 - 中村能子[4]
- キャラクターデザイン - 菊池愛[4]
- サブキャラクターデザイン - 中島千明[50]
- プロップデザイン - 松本恵[50]
- 美術監督・美術設定 - 中村千恵子[50]
- 色彩設計 - 石黒けい[50]
- 撮影監督 - 伊藤邦彦[50]
- ビジュアルエフェクト - 杉浦誠一[50]
- グラフィックデザイン - 桒野貴文[50]
- 編集 - 武宮むつみ[50]
- 音楽 - 橋本由香利[50]
- 音楽制作 - ランティス[50]
- キャスティングマネージャー - 谷村誠[50]
- プロデューサー - 和田薫、紅谷佳和、飯塚彩、備前島幹人、鎌田肇、臼倉竜太郎、宮城惣次、上野勇介、森田大二朗、大庭靖之、福井詔雄、菅謙太郎、原田貴之
- アニメーションプロデューサー - 齊藤真吾
- アニメーション制作 - 動画工房[4]
- 製作 - 魔王城睡眠促進委員会[50]

### 主題歌
「快眠!安眠!スヤリスト生活」
スヤリス姫（水瀬いのり）によるオープニングテーマ。作詞・作曲・編曲は新田目駿。
「Gimmme!」
ORESAMAによるエンディングテーマ。作詞はぽん、作曲・編曲は小島英也。

### 各話リスト
| 話数   | サブタイトル           | 脚本     | 絵コンテ   | 演出                           | 作画監督                                                                                      | 総作画監督        | 初放送日       |
| ------ | ---------------------- | -------- | ---------- | ------------------------------ | --------------------------------------------------------------------------------------------- | ----------------- | -------------- |
| 第1夜  | 眠れぬ城の姫           | 中村能子 | 山﨑みつえ | 山﨑みつえ                     | 松下郁子 鈴木彩乃 瀧原美樹                                                                    | 菊池愛            | 2020年 10月6日 |
| 第2夜  | 姫と怒りのモフモフ     | 中村能子 | 野呂純恵   | 野呂純恵                       | 板倉健 柴田ユウジ 山本蓮雄                                                                    | 松下郁子          | 10月13日       |
| 第3夜  | 姫と禁断の叡智         | 中村能子 | 斉藤哲人   | Mariachi Hug Yu                | 伊勢奈央子 舘崎大 川本由記子 平塚知哉 上野卓志                                                | 菊永千里 海保仁美 | 10月20日       |
| 第4夜  | 姫と破壊と小さな冒険   | 土屋理敬 | 山﨑みつえ | 守田芸成                       | 鈴木彩乃 中田亜希子 立口徳孝                                                                  | 菊池愛            | 10月27日       |
| 第5夜  | 姫と戦う女たち         | 中村能子 | 野呂純恵   | 野呂純恵 大隈孝晴              | 瀧原美樹 板倉健 熊谷勝弘 中田亜希子 阿見圭之介                                                | 松下郁子          | 11月3日        |
| 第6夜  | 姫の迷いなき選択       | 土屋理敬 | 島津裕行   | 野木森達哉                     | 伊勢奈央子 舘崎大 平塚知哉 上野卓志 豚もう                                                    | 菊永千里 海保仁美 | 11月10日       |
| 第7夜  | もっと眠れぬ城の姫     | 中村能子 | 野呂純恵   | 白幡良志之 山﨑みつえ 野呂純恵 | 久保茉莉子 中田亜希子 伊勢奈央子 鈴木彩乃 立口徳孝                                            | 菊池愛            | 11月17日       |
| 第8夜  | 姫と魔族の恐るべき悪夢 | 土屋理敬 | 野呂純恵   | 守田芸成                       | 瀧原美樹 川本由記子 山本蓮雄 板倉健 平塚知哉 柴田ユウジ 熊谷勝弘                              | 松下郁子          | 11月24日       |
| 第9夜  | 姫と人質強化週間       | 土屋理敬 | 野呂純恵   | 江副仁美                       | 伊勢奈央子 上野卓志 平塚知哉 板倉健 阿見圭之介                                                | 海保仁美 菊池政芳 | 12月1日        |
| 第10夜 | 姫とオワリノシティ     | 中村能子 | 斎藤哲人   | 野木森達哉                     | 久保茉莉子 中田亜希子 瀧原美樹 鈴木彩乃 立口徳孝 熊谷勝弘                                     | 菊池愛            | 12月8日        |
| 第11夜 | 姫の眠れない夢         | 土屋理敬 | 野呂純恵   | 添野恵                         | 徳永さやか 山本蓮雄 伊勢奈央子 平塚知哉 上野卓志 板倉健 小笠原憂 川本由記子                   | 松下郁子          | 12月15日       |
| 最終夜 | 魔王城の眠り姫         | 中村能子 | 山﨑みつえ | 山﨑みつえ 野呂純恵            | 中島千明 松下郁子 瀧原美樹 鈴木彩乃 久保茉莉子 江口麻里 板倉健 立口徳孝 中田亜希子 徳永さやか | 菊池愛 海保仁美   | 12月22日       |

### 放送局
| 放送期間                 | 放送時間                     | 放送局       | 対象地域   | 備考                                 |
| ------------------------ | ---------------------------- | ------------ | ---------- | ------------------------------------ |
| 2020年10月6日 - 12月22日 | 火曜 2:00 - 2:30（月曜深夜） | テレビ東京   | 関東広域圏 | 製作参加                             |
|                          | 火曜 22:00 - 22:30           | AT-X         | 日本全域   | 製作参加 / CS放送 / リピート放送あり |
| 2020年10月8日 - 12月24日 | 木曜 0:30 - 1:00（水曜深夜） | BSテレ東     | 日本全域   | BS / BS4K放送                        |
| 2022年7月14日 -          | 木曜 1:30 - 2:00（水曜深夜） | テレビ北海道 | 北海道     |                                      |

| 配信開始日     | 配信時間                     | 配信サイト |
| -------------- | ---------------------------- | --- |
| 2020年10月6日  | 火曜 3:00（月曜深夜） 更新   | U-NEXT |
| 2020年10月12日 | 月曜 0:00（日曜深夜） 更新   | ニコニコチャンネル |
|                | 月曜 更新                    | あにてれ dアニメストア Amazonプライム・ビデオ Netflix ABEMAプレミアム J:COMオンデマンド TELASA みるプラス auスマートパスプレミアム FOD ひかりTV バンダイチャンネル Hulu ムービーフルplus Google Play HAPPY!動画 Chips!TV TSUTAYA TV dTV Rakuten TV ビデオマーケット DMM.com GYAO!ストア |
| 2020年10月15日 | 木曜 0:00 - 0:30（水曜深夜） | ABEMA [ 55 ] ニコニコ生放送 [ 54 ] |
|                | 木曜 更新                    | GYAO! アニメ放題 |

| テレビ東京 火曜 2:00 - 2:30（月曜深夜）                                                       | テレビ東京 火曜 2:00 - 2:30（月曜深夜） | テレビ東京 火曜 2:00 - 2:30（月曜深夜） |
| 前番組                                                                                        | 番組名                                  | 次番組                                  |
| --------------------------------------------------------------------------------------------- | --------------------------------------- | --------------------------------------- |
| ガイド（2:00 - 2:05）一夜づけ（情報番組 2:05 - 2:20）プレミアMelodiX!（音楽番組 2:20 - 2:50） | 魔王城でおやすみ                        | WAVE!!〜サーフィンやっぺ!!〜            |

### BD
| 巻  | 発売日         | 収録話         | 規格品番    |
| --- | -------------- | -------------- | ----------- |
| 1   | 2020年12月16日 | 第1話 - 第4話  | AMUANM-3711 |
| 2   | 2021年2月17日  | 第5話 - 第8話  | AMUANM-3721 |
| 3   | 2021年4月21日  | 第9話 - 第12話 | AMUANM-3731 |
| BOX | 2024年9月25日  | 第1話 - 第12話 | AMU-ANM3741 |

### Webラジオ
魔王タソガレ役の松岡禎丞によるWebラジオ『魔王城のラジオでおやすみ』が、2020年10月1日より同年12月24日まで超!A&G+にて毎週木曜19時に配信された。
ゲスト
- 石川界人（第1回、第2回）
- 水瀬いのり（第3回、第4回）
- 小林親弘（第5回、第6回）
- 相馬康一（第7回、第8回）
- 小山力也（第9回、第10回）
- 小澤亜李（第11回、第12回）
- 下野紘（第13回）